# Manuel Mejía Vallejo
Manuel Mejía Vallejo (Jericó, 23 de abril de 1923 - El Retiro, 23 de julio de 1998) fue un escritor y periodista colombiano, ganador de los premios Rómulo Gallegos y Nadal. Aunque se conoce por representar la vertiente andina de la narrativa colombiana contemporánea, a partir de su extensa obra puede estudiarse la historia de Colombia y gran parte de Latinoamérica.

## Biografía
A la edad de 22 años ya había publicado su primera novela, titulada "La tierra éramos nosotros ". Su madre se la entregó a José Manuel Mora Vásquez del grupo de Los Panidas, coordinado por León de Greiff sin que Mejía lo supiera. La lectura de esta novela causó una gran impresión entre el grupo intelectual y fue así como se publicó, en 1945".
Durante muchos años, Mejía Vallejo fue profesor de literatura en la Universidad Nacional de Colombia, seccional Medellín. Fue director de la Imprenta Departamental de Antioquia y desde 1978 hasta 1994 dirigió el taller de escritores de la Biblioteca Pública Piloto de Medellín".
Realizó innumerables aportes a la cultura, impulsando siempre nuevos talentos en cualquier área (y no sólo en la literatura).
Uno de los aportes fue haber sido el primero en publicar a Los Nadaístas, con el libro Nada bajo el cielo raso y HK-111 de Gonzalo Arango, en 1960; acción que le valiera enfrentamientos con la Iglesia.

## Etapas
La narrativa de Mejía Vallejo puede dividirse en varias etapas.
- La primera, caracterizada por ficciones tradicionales, va de 1945 a 1957 Comprende La tierra éramos nosotros y Tiempo de sequía.
- La segunda se caracteriza por la innovación en la técnica, va de 1959 a 1964. Comprende, entre otras, Al pie de la ciudad y El día señalado.
- La tercera corresponde a la producción madura, donde Mejía funde los impulsos tradicionales con lo moderno. Esta fase comprende su producción desde 1967, marcada por Cuentos de zona tórrida, y transita hasta la que se puede considerar la gran culminación del escritor, La casa de las dos palmas. La trama de esta novela se ubica en la segunda y tercera décadas del siglo XX, lo que la hace complementaria de Tarde de verano.
- Aire de Tango, llevada a las tablas por la Fundación Manuel Mejía Vallejo como musical (2003-2013) es una de las primeras novelas urbanas de Colombia. Allí se narra la historia de Guayaquil, centro de Medellín, con la aparición de múltiples personajes reales, como el expresidente Belisario Betancur, la artista Dora Ramírez (suegra del autor), el escultor Rodrigo Arenas Betancur, entre muchos otros personajes fundamentales para la historia y la cultura de la ciudad.

## Temas
Son recurrentes los temas de la hacienda, la aldea y los espacios suburbanos, el asombro ante el desarraigo del hombre provinciano, las contradicciones de la ciudad que propician un cosmos de desvaríos colectivos y de la soledad.
La obra de Mejía Vallejo representa la vertiente andina de la narrativa colombiana contemporánea, caracterizada por un mundo de símbolos que van perdiéndose en el recuerdo de la montaña.
Ella presupone asimismo, como un legado personalmente asimilado y refigurado, muchos rasgos de la rica tradición oral antioqueña.

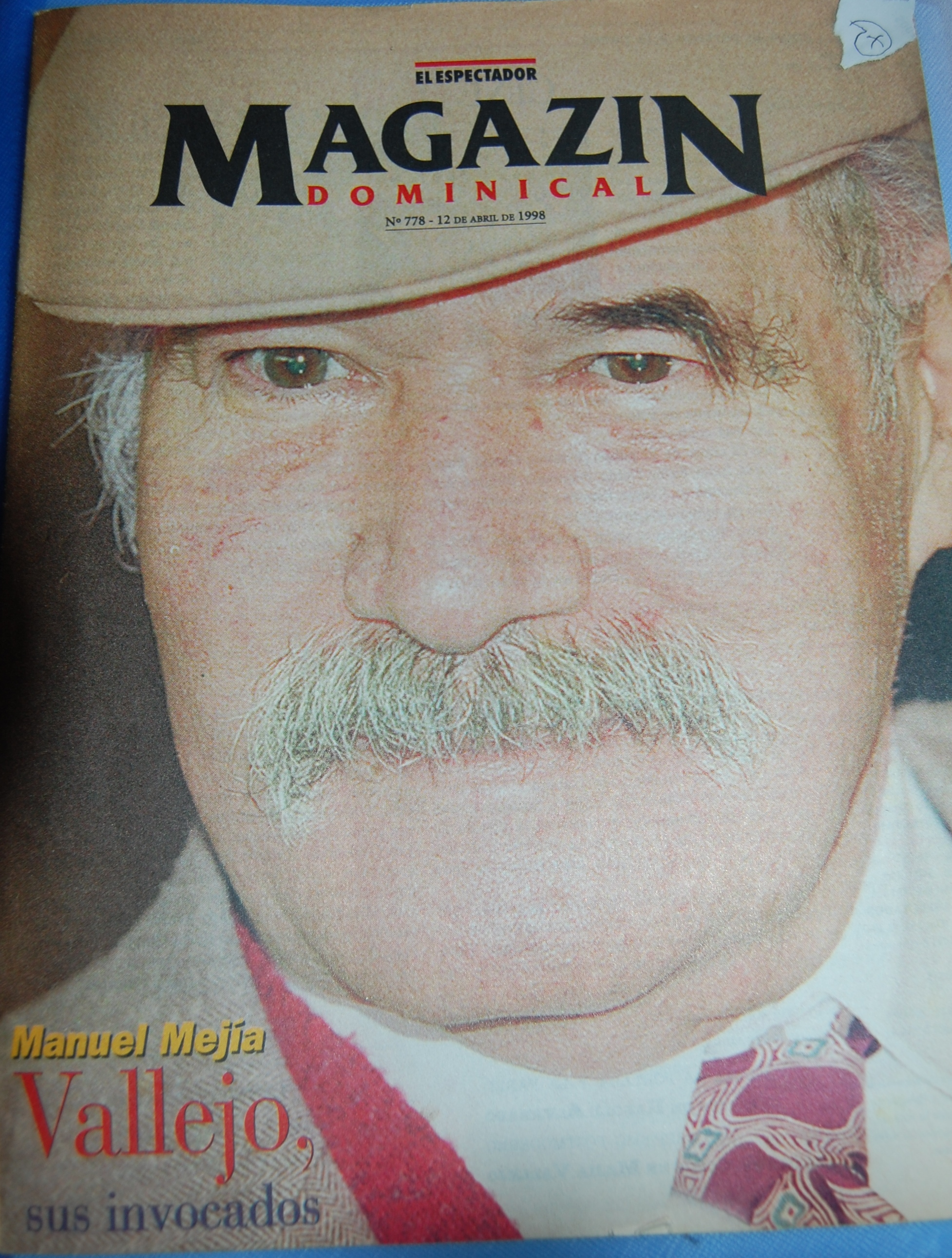
Homenaje de MAGAZÍN de El espectador

## Obras
Novelas
- La tierra éramos nosotros (1945)
- Al pie de la ciudad Premio Losada (1958)
- El día señalado (1964), Premio Nadal en 1963[3]
- Aire de tango (1973), Premio Bienal de Novela Colombiana, Vivencias, 1973
- Las muertes ajenas (1979), mención especial en el Premio Casa de las Américas, 1979
- Tarde de verano (1980), finalista del primer Concurso de novela colombiana Plaza y Janés, 1979
- Y el mundo sigue andando (1984)
- La sombra de tu paso (1987)
- La casa de las dos palmas (1988), Premio Rómulo Gallegos, llevada a la televisión colombiana.
- Los abuelos de la cara blanca (1991)
- Los invocados (1997)

Libros de Cuentos
- Tiempo de sequía (1957)
- Cielo cerrado (1963)
- Cuentos de zona tórrida (1967)
- Las noches de las vigilia (1975)
- Otras historias de Balandú (1990)
- Sombras contra el muro (1993)

Libros de Poesía
- Prácticas para el olvido: coplas (1977)
- El viento lo dijo: décimas (1981)
- Memoria del olvido (1990)
- Soledumbres (1990)

Otros libros
- El hombre que parecía un fantasma (1984)
- Hojas de papel (1985)
- Colombia campesina (1989) "Libro más hermoso del mundo" (Organización de las Naciones Unidas para la Ciencia, la Educación y la Cultura - UNESCO, 1989)
- La muerte de Pedro Canales (1993)
- El año que viene vuelvo

Selecciones, recopilaciones y antologías de su obra
Son incontables las antologías en las que aparecen cuentos de Mejía Vallejo. Entre éstas, se pueden destacar:
- Cuentos contra el muro (1994) (UNAM)
- La venganza y otros relatos (1995) (Santillana)
- Antología de cuentos (1996) (Politécnico Colombiano Jaime Isaza Cadavid y Ediciones Diálogo)
- Poesía completa (1999) (Tomo de las obras completas de M.M.V. publicadas por la Biblioteca Pública Piloto y el Concejo de Medellín)
- Otras historias: cuentos (2000) (Tomo de las obras completas de M.M.V. publicadas por la Biblioteca Pública Piloto y el Concejo de Medellín)
- Cuentos completos (2004) (Alfaguara)
- Siete años, Manuel Mejía Vallejo 1923-1998: antología poética, celebración de la vida y obra de un escritor en los siete años de su muerte, 1998-2005 (2005) (Fundación Manuel Mejía Vallejo)
- Contra viento y marea (2008) (Cuento) (Confama y Metro de Medellín)
- Memoria del olvido (2014) (Poesía) (Universidad Externado de Colombia)